# بودا ایر
بودا ایر (به انگلیسی: Buddha Air) یک شرکت هواپیمایی با کد یاتا U4 است که در تاریخ ۱۹۹۷ میلادی تأسیس شده است.
دفتر مرکزی بودا ایر در نپال واقع شده‌است و قطب این شرکت هواپیمایی در فرودگاه بین‌المللی تریبهوان قرار دارد و به ۱۲ مقصد، پرواز مستقیم انجام می‌دهد.